# Европейска страна
Европейска страна (на турски: Avrupa Yakası) е турски сериал, продуциран от Синан Четин, по сценарий на Гюлсе Бирсел. Първият епизод е излъчен по ATV на 11 февруари 2004 г.
Въпреки че актьорският състав на „Европейска страна“ се променя през различните сезони, Гюлсе Бирсел, Газанфер Йозджан, Левент Юзюмджю, Шенай Гюрлер, Хале Джанероулу, Явуз Сечкин, Вейсел Дикер и Йълдъръм Йоджек са постоянните актьори, които играят членове на семейство Сютчюолу.

## Сюжет
Аслъ (Гюлсе Бирсел) е редактор на модно списание, наречено „Европейска страна“. Братът на Аслъ, Волкан (Ата Демирер), управлява семейния ресторант. Сериалът проследява различни комични ситуации между Аслъ, Волкан, колегите и родителите им.